# 山谷観音
山谷観音（やまやかんのん）は、岩手県遠野市小友町にある寺院。山号は大慈山。遠野七観音第一番札所。正式名は「長福寺」だが、冒頭の通名で知られる。

## 概要
854年（斉衡元年）に創建されたとされる。1699年（元禄12年）観音堂が再建された。1742年（寛保2年）、十一面観音像を安置。。

## 文化財

### 観音堂
1699年再建。木造屋根宝形造。正面7.43メートル、側面7.43メートル。かつて茅葺だったが現在は鉄板葺。向拝、高欄はなく、軒は一軒半垂木。母屋部は一間四方の四周に１間通りの庇を巡らされている。1994年（平成6年）9月16日、県から有形文化財指定を受けた。

## 現地情報

### 交通アクセス
- 釜石自動車道宮守ICより車で7分

### 駐車場
- あり